# Ballus lendli
Ballus lendli là một loài nhện trong họ Salticidae.
Loài này thuộc chi Ballus. Ballus lendli được Gábor von Kolosváry miêu tả năm 1934.